# Liste der Naturdenkmäler in Wien/Hernals
Die Liste der Naturdenkmäler in Wien/Hernals listet alle als Naturdenkmal ausgewiesenen Objekte im 17. Wiener Gemeindebezirk Hernals auf. Insgesamt bestehen in Hernals 15 Naturdenkmäler.

## Naturdenkmäler
| Foto |                 | Name | ID  | Standort                                                              | Beschreibung | Fläche | Datum      |
| ---- | --------------- | --- | --- | --------------------------------------------------------------------- | --- | ------ | ---------- |
| 1    | Datei hochladen | 2 Eiben (Taxus baccata), Baumhasel (Corylus colurna), Tulpenbaum (Liriodendron tulipifera), Bergahorn (Acer pseudoplatanus) | 351 | Wien, Dornbacher Straße 57 KG: Dornbach GrStNr: 314/1; 315/1 Standort | Das Naturdenkmal im Garten des Hauses Dornbacher Straße 57 umfasst 2 Europäische Eiben (Taxus baccata), eine Baum-Hasel (Corylus colurna), einen Tulpenbaum (Liriodendron tulipifera) und einen Berg-Ahorn (Acer pseudoplatanus). |        | 03.05.1946 |
| 0 BW | Datei hochladen | Kalifornische Flußzeder (Caloce drus decurrens)                                                                             | 368 | Wien, Dornbacher Straße 29 Standort                                   | |        | 15.11.1950 |
| 1    | Datei hochladen | Mammutbaum (Sequoiadendron giganteum)                                                                                       | 403 | Wien, Exelbergstraße 45 KG: Neuwaldegg GrStNr: 476/7 Standort         | Der Riesenmammutbaum (Sequoiadendron giganteum) wies zum Untersuchungszeitpunkt eine Scheitelhöhe von 20 Metern auf. |        |            |
| 1    | Datei hochladen | 2 Mammutbäume (Sequoiadendron giganteum)                                                                                    | 443 | Wien, Pointengasse 9–11 KG: Dornbach GrStNr: 430/3 Standort           | Abgesehen davon, dass diese Baumart auf Wiener Boden nur selten vorkommt, zeichnen sich die beiden Exemplare durch besondere Größe und hervorragende Form aus. |        | 21.02.1956 |
| 1    | Datei hochladen | Winterlinde (Tilia cordata)                                                                                                 | 465 | Wien, Dornbacher Straße 51 KG: Dornbach GrStNr: 323 Standort          | Die Winter-Linde (Tilia cordata) wurde auf Grund ihrer Solitärstellung und ihres besonders schönen Wuchs unter Schutz gestellt. Sie wies zum Unterschutzstellungszeitpunkt ein Alter von rund 120 Jahren auf. |        | 25.02.1957 |
| 1    | Datei hochladen | Mammutbaum (Sequoiadendron giganteum)                                                                                       | 500 | Wien, Heuberggasse 13 KG: Dornbach GrStNr: 405/7 Standort             | Der Riesenmammutbaum (Sequoiadendron giganteum) wurde auf Grund seiner Form und seiner Größe sowie wegen der Seltenheit dieser Art als Naturdenkmal ausgewiesen. |        | 29.12.1958 |
| 0 BW | Datei hochladen | Baumzeile, größtenteils aus Zerreichen bestehend, einschließlich des Unterwuchses                                           | 517 | Wien, Geroldgasse KG: Neuwaldegg Standort                             | Die Baumzeile in der Geroldgasse besteht überwiegend aus Zerreichen, wobei die Bäume mit dem Unterwuchs eine natürliche Begrenzung der Geroldgasse bilden. |        | 23.04.1968 |
| 1    | Datei hochladen | Platane (Platanus x hybrida)                                                                                                | 605 | Wien, Neuwaldegger Straße 41 KG: Neuwaldegg GrStNr: 69/3 Standort     | Die Ahornblättrige Platane (Platanus x hybrida) wies zum Untersuchungszeitpunkt einen Stammumfang von 2,84 m und eine breite ausladende Krone auf. |        | 09.01.1975 |
| 0 BW | Datei hochladen | Baumgruppe | 609 | Wien, Neuwaldegger Straße 16 KG: Neuwaldegg GrStNr: 172/4 Standort    | Die geschützte Baumgruppe besteht aus einer Griechischen Tanne (Abies cephalonica), einer Gemeinen Fichte (Picea abies), zwei Europäischen Eiben (Taxus baccata), einem Ginkgo (Ginkgo biloba) und einem Abendländischen Lebensbaum (Thuja occidentalis). |        | 14.02.1975 |
| 1    | Datei hochladen | besonderer Gehölzbestand „Kraus-Besitz“                                                                                     | 636 | Wien, Amundsenstraße KG: Neuwaldegg; Hadersdorf Standort              | Das Naturdenkmal liegt an der Grenze zu Penzing und reicht auch in den Nachbarbezirk hinein. |        | 14.01.1976 |
| 0 BW | Datei hochladen | Baumhasel (Corylus colurna)                                                                                                 | 688 | Wien, Braungasse 33 KG: Dornbach Standort                             | Der Baum-Hasel (Corylus colurna) wies 1980 einen Stammumfang von 178 cm auf und wurde aufgrund seiner Größe, Höhe und Kronenweite unter Schutz gestellt. |        | 09.07.1980 |
| 1    | Datei hochladen | 4 Mammutbäume (Sequoiadendron giganteum)                                                                                    | 694 | Wien, Heuberggasse 11 + 11A Standort                                  | Die vier Riesenmammutbäume (Sequoiadendron giganteum) befinden sich in der Verlängerung der Rudolf-Bärenhart-Gasse. Sie wurden auf Grund ihrer Seltenheit unter Schutz gestellt. |        | 07.01.1981 |
| 1    | Datei hochladen | Feuchtbiotop | 753 | Wien, Plachygasse KG: Dornbach GrStNr: 656/40 Standort                | |        | 19.11.1992 |
| 1    | Datei hochladen | Geologischer Aufschluss „Kalkklippe“                                                                                        | 784 | Wien, Schwarzenbergpark/Eckbach KG: Neuwaldegg Standort               | Die tektonische Kalkklippe in der tobelförmigen Bachstatt des Eckbaches ist eine Besonderheit, weil der restliche nördliche Wienerwald aus Sandstein besteht. Es handelt sich um Aptychenkalk aus der Wende von der Jura zur Kreidezeit, sowie einer der Flyschzone zugerechneten Hülle aus der Buntmergelserie. Durch das härtere Gestein ergeben sich Gefällstufen, die einen kleinen Wasserfall sowie ein ausgeprägtes Tosbecken verursachen. |        | 16.07.2003 |
| 1    | Datei hochladen | Kalifornische Flußzeder (Calocedrus decurrens)                                                                              | 787 | Wien, Pointengasse 4–6 KG: Dornbach GrStNr: 579/11 Standort           | Die Kalifornische Flusszeder oder Weihrauchzeder (Calocedrus decurrens) wurde trotz einiger Schäden, besonders im Stammbereich, aufgrund ihrer Seltenheit in Wien unter Schutz gestellt. |        | 09.02.2004 |
| 0 BW | Datei hochladen | Sommerlinde (Tilia platyphyllos)                                                                                            | 839 | Wien, Neuwaldegger Straße 26 KG: Neuwaldegg GrStNr: 155/1 Standort    | Die Sommerlinde stellt aufgrund ihrer Eigenart (ihres Alters von ca. 100 Jahren) ein schützenswertes Baumindividuum dar. Der Baum ist ca. 20 m hoch, hat einen Stammumfang von 3,25 m (in 1 m Höhe gemessen) und einen Kronendurchmesser von ungefähr 21 m. Wegen der Nähe zum Haus wurde die Krone teilweise gestutzt und die Wurzeln versiegelt, das gibt dem Baum ein etwas asymmetrisches Aussehen.                                          |        | 13.04.2016 |
| 1    | Datei hochladen | Blutbuche (Fagus sylvatica)                                                                                                 | 844 | Wien, Heuberggasse 10 KG: Dornbach GrStNr: 298/1 Standort             | Die Blutbuche zeichnet sich besonders durch ihre mächtige ortsbildprägende Freistandskrone und ihre gute Vitalität aus. Der Stammumfang beträgt 400 cm, das Alter ca. 200 Jahre. |        | 15.05.2019 |
| 1    | Datei hochladen | Feldahorn (Acer campestre)                                                                                                  | 849 | Wien, Josef-Kaderka-Park KG: Dornbach GrStNr: 1269/35 Standort        | Der Feldahorn beeindruckt durch seine Besonderheiten wie Mehrstämmigkeit, Kronendurchmesser von über 15 m und Höhe von ca. 10 m. |        | 25.02.2020 |

| Foto:                    | Fotografie des Naturdenkmals. Klicken des Fotos erzeugt eine vergrößerte Ansicht. Daneben finden sich zwei Symbole: \| Weitere Bilder vorhanden \| Das Symbol bedeutet, dass weitere Fotos des Objekts verfügbar sind. Durch Klicken des Symbols werden sie angezeigt. \| \| Eigenes Foto hochladen \| Durch Klicken des Symbols können weitere Fotos des Objekts in das Medienarchiv Wikimedia Commons hochgeladen werden. \| |
| Name:                    | Bezeichnung des Naturdenkmals laut offiziellen Quellen |
| ID                       | Identifikator |
| Standort:                | Es ist die Gemeinde und falls vorhanden die Adresse angegeben. Darunter sind die Katastralgemeinde (KG) und die Grundstücksnummer angeführt. Durch Aufruf des Links Standort wird die Lage des Denkmals in verschiedenen Kartenprojekten angezeigt. |
| Beschreibung             | Kurze Beschreibung des Naturdenkmals |
| Fläche                   | Fläche des Naturdenkmals in Hektar (ha) |
| Datum                    | Datum oder Jahr der Unterschutzstellung |
| Weitere Bilder vorhanden | Das Symbol bedeutet, dass weitere Fotos des Objekts verfügbar sind. Durch Klicken des Symbols werden sie angezeigt. |
| Eigenes Foto hochladen   | Durch Klicken des Symbols können weitere Fotos des Objekts in das Medienarchiv Wikimedia Commons hochgeladen werden. |